# Monte Bierle
Il Monte Bierle (in lingua inglese: Mount Bierle) è una montagna antartica, alta 2.360 m, situata 8 km a nord del Monte Granholm, nei Monti dell'Ammiragliato, in Antartide.
La montagna è stata mappata dall'United States Geological Survey (USGS) sulla base di rilevazioni e foto aeree scattate dalla U.S. Navy nel periodo 1960-63.
La denominazione è stata assegnata dall'Advisory Committee on Antarctic Names (US-ACAN) in onore di Donald A. Bierle, biologo dell'United States Antarctic Research Program (USARP) presso la Stazione McMurdo durante le sessioni estive del 1966–67 e 1967–68.